# Equip Olímpic de Refugiats
L'Equip Olímpic d'Atletes Refugiats és un grup format per participants olímpics independents que són refugiats. Va participar per primera vegada en els Jocs Olímpics d'Estiu de 2016 de Rio de Janeiro . La seva participació va ser autoritzada pel Comitè Executiu del Comitè Olímpic Internacional (COI) el dia 2 de març del mateix any.
El COI va requerir als comitès olímpics nacionals que identifiquessin als atletes amb potencial de participació en els Jocs Olímpics de Rio de Janeiro que es trobessin en qualitat de refugiats a causa de qualsevol conflicte a nivell mundial.

## Requeriments
Per formar part de l'equip de refugiats, es verificaren els següents aspectes:
- Nivell esportiu, que implica el compliment de marques mínimes
- Qualitat de refugiat verificat per la Nacions Unides.
- Altres aspectes personals.

## Participació
L'Equip Olímpic d'Atletes Refugiats complí la normativa dels jocs com qualsevol altra delegació. No obstant això, el cost de la preparació i indumentària esportiva foren a càrrec del COI a través de Solidaritat Olímpica Internacional. A més, la seva representació oficial fou la bandera Olímpica, i en la cerimònia d'obertura marxà abans de la representació local.

### Jocs Olímpics d'Estiu de 2016
L'Equip Olímpic de Refugiats als Jocs Olímpics d'estiu de 2016 (en) que participaren en els Jocs Olímpics de Rio de Janeiro 2016 va ser revelat el dia 3 de juny del mateix any, conformat per 10 atletes i a més es va nomenar com a cap de la missió a la kenyana Tegla Loroupe i com la seva delegada a la brasilera Isabela Mazão.
| Atleta                     | País d'origen  | CON de residència | Esport    | Especialitat                |
| -------------------------- | -------------- | ----------------- | --------- | --------------------------- |
| Rami Anis (m)              | Síria          | Bèlgica           | Natació   | 100 m lliure100 m papallona |
| Yiech Pur Biel (m)         | Sudan          | Kenya             | Atletisme | 800 m                       |
| James Nyang Chiengjiek (m) | Sudan          | Kenya             | Atletisme | 400 m                       |
| Yonas Kinde (m)            | Etiòpia        | Luxemburg         | Atletisme | Marató                      |
| Anjelina Res Lohalith (f)  | Sudan          | Kenya             | Atletisme | 1500 m                      |
| Rose Nathike Lokonyen (f)  | Sudan          | Kenya             | Atletisme | 800 m                       |
| Paulo Amotun Lokoro (m)    | Sudan          | Kenya             | Atletisme | 1500 m                      |
| Yolande Bukasa Mabika (f)  | R.D. del Congo | Brasil            | Judo      | - 70 kg                     |
| Yusra Mardini (f)          | Síria          | Alemanya          | Natació   | 100 m lliure100 m papallona |
| Popole Misenga (m)         | R.D. del Congo | Brasil            | Judo      | - 90 kg                     |

Cap dels membres de la delegació va passar de la primera ronda.

### Jocs Olímpics d'Estiu de 2020
L'Equip Olímpic de Refugiats als Jocs Olímpics d'estiu de 2020 (en) va estar format per 29 esportistes.

### Jocs Olímpics d'Estiu de 2024
L'Equip Olímpic de Refugiats als Jocs Olímpics d'estiu de 2024 (en) va estar format per 37 esportistes.